# ديك هيس
ديك هيس هو سياسي أمريكي، ولد في 12 سبتمبر 1938 في بيتسبرغ في الولايات المتحدة، وتوفي بنفس المكان في 6 سبتمبر 2013. نشط حزبياً في الحزب الجمهوري. وقد انتخب عضو مجلس نواب بنسيلفانيا ‏.

## وصلات خارجية
- الموقع الرسمي